# 불후의 명곡: 전설을 노래하다 - 장덕편
《불후의 명곡: 전설을 노래하다 - 장덕편》은 2013년 3월 16일, 6명의 가수(왁스, 엠블랙(승호&미르 with 소유 of 씨스타), 나르샤, 노브레인, 김다현, 이지형)가 출연하여 리메이크 경연을 펼친 KBS2 TV의 예능 프로그램 제92회 <불후의 명곡: 전설을 노래하다> 장덕편 방송분으로부터 음원을 추출하여 만든 오프라인 상의 디지털 음반이다.

## 곡 목록
- 다음 모든 곡들은 장덕 작사/작곡이다. 단, 2, 5번 트랙은 예외이다.

1. "님 떠난 후 (왁스)" (장덕 작사 / 장덕 작곡) - 03:57
2. "너나 좋아해 나너 좋아해 (엠블랙)" (장현 작사 / 장덕 작곡) - 02:30
3. "사랑하지 않을래 (나르샤)" (장덕 작사 / 장덕 작곡) - 02:53
4. "소녀와 가로등 (노브레인)" (장덕 작사 / 장덕 작곡) - 02:25
5. "미소를 띄우며 나를 보낸 그 모습처럼 (김다현)" (이은하 작사 /장덕 작곡) - 03:32
6. "예정된 시간을 위해 (이지형)" (장덕 작사 / 장덕 작곡) - 04:36 - 우승곡